# Mjadzel
Mjadzel (belarusiska: Мядзел) är en stad i Belarus. Distriktshuvudort i Mjadzel rajon. Den ligger i voblasten Minsks voblast, i den norra delen av landet, 120 km norr om huvudstaden Mіnsk. Mjadzel ligger 164 meter över havet och antalet invånare är 6 871. Den ligger vid sjön "Vozera Mjastra".

## Natur och klimat
Terrängen runt Mjadzel är platt. Mjadzel är det största samhället i trakten. 
Omgivningarna runt Mjadzel är en mosaik av jordbruksmark och naturlig växtlighet. Runt Mjadzel är det glesbefolkat, med 19 invånare per kvadratkilometer.  Trakten ingår i den hemiboreala klimatzonen. Årsmedeltemperaturen i trakten är 4 °C. Den varmaste månaden är juli, då medeltemperaturen är 18 °C, och den kallaste är januari, med −12 °C.